# Pífano

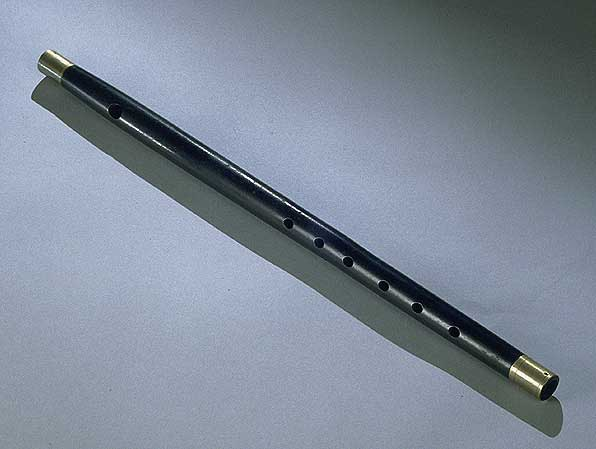
Pífano.

El pífano o pínfano es un instrumento musical de viento consistente en una flauta pequeña de tono muy agudo que se toca atravesada. 
Se cree que fueron los suizos quienes introdujeron el pífano en sus regimientos después de la batalla de Marignano (1515). Lo adoptaron posteriormente los franceses y se extendió luego por otras naciones.
Ha sido tradicionalmente un instrumento tocado en infantería acompañado por la caja. Posteriormente, su uso derivó hacia las bandas de música o charangas de los regimientos de infantería, con excepción de las compañías de reales guardias alabarderos de la Guardia Real española que siguen utilizándolo como antiguamente.